# AV Castricum
Atletiek Vereniging Castricum (AVC of AV Castricum) is een Nederlandse atletiekvereniging opgericht in 1969 en is gevestigd op sportpark "De Duinloper", gelegen aan de Zeeweg in Bakkum (gemeente Castricum). Sinds oktober 2002 beschikt AV Castricum over een zesbaans kunststof atletiekbaan met voorzieningen voor alle technische nummers. De vereniging is aangesloten bij de Atletiekunie.
De vereniging is er op gericht haar leden de gelegenheid te bieden alle atletiekonderdelen te beoefenen. Daarnaast stelt de vereniging zich ten doel haar leden in de gelegenheid te stellen de atletiek op zowel wedstrijdniveau als recreatief te beoefenen.

## AV Castricum medailles op NK's
Dit is een lijst van alle medailles die AV Castricum-atleten hebben gehaald sinds 2007 op officiële Nederlandse kampioenschappen voor senioren.

### Baanatletiek
| Jaar | Onderdeel |  | Plaats | Mannen        | Prestatie |  | Plaats | Vrouwen | Prestatie |
| ---- | --------- |  | ------ | ------------- | --------- |  | ------ | ------- | --------- |
| 2009 | 5000 m    |  | Goud   | Michel Butter | 13.52,54  |  |        |         |           |

### Wegatletiek
| Jaar | Onderdeel      |  | Plaats | Mannen             | Prestatie |  | Plaats | Vrouwen     | Prestatie |
| ---- | -------------- |  | ------ | ------------------ | --------- |  | ------ | ----------- | --------- |
| 2007 | halve marathon |  | Brons  | Michel Butter      | 1:03.52   |  |        |             |           |
| 2008 | 10 km          |  | Goud   | Michel Butter      | 28.48     |  | Goud   | Hilda Kibet | 31.01     |
| 2009 | 10 km          |  | Goud   | Martin Lauret      | 28.54     |  |        |             |           |
|      | marathon       |  | Zilver | Hugo van den Broek | 2:13.25   |  | Goud   | Hilda Kibet | 2:30.33   |
| 2010 | 10 km          |  | Brons  | Tom Wiggers        | 29.33     |  |        |             |           |

### Veldatletiek
| Jaar | Onderdeel             |  | Plaats | Mannen        | Prestatie |  | Plaats | Vrouwen | Prestatie |
| ---- | --------------------- |  | ------ | ------------- | --------- |  | ------ | ------- | --------- |
| 2007 | Korte cross (2500 m)  |  | Goud   | Tom Wiggers   | 7.36      |  |        |         |           |
| 2008 | Korte cross (3300 m)  |  | Brons  | Tom Wiggers   | 10.35     |  |        |         |           |
|      | Lange cross (10200 m) |  | Goud   | Michel Butter | 31.17     |  |        |         |           |
| 2009 | Korte cross (3300 m)  |  | Zilver | Tom Wiggers   | 10.14     |  |        |         |           |
| 2010 | Korte cross (2685 m)  |  | Zilver | Tom Wiggers   | 8.31      |  |        |         |           |